# Tyrell Roberts
Tyrell Roberts (Sacramento, California; 1 de enero de 1999) es un jugador profesional estadounidense de baloncesto, que mide 1,80 metros y actualmente juega en la posición de base para el Club Baloncesto Zamora de la Primera FEB.

## Profesional
Es un base formado en el Woodcreek High School de su ciudad natal, donde lideró a su equipo hacia varios títulos regionales y recibió distinciones All‑NorCal, All‑Sierra Foothill League y All‑City, hasta que en 2017 ingresó en la Universidad de California en San Diego, situada en San Diego, California, en la que jugó durante 4 temporadas con los UC San Diego Tritons, desde 2017 a 2021.
En 2021, ingresa en la Universidad Estatal de Washington en Pullman, Washington, donde jugaría durante una temporada 2021-22 la NCAA con los Washington State Cougars.
En su última temporada universitaria, forma parte de la Universidad de San Francisco, donde disputa la temporada 2023-24 con los San Francisco Dons.
Tras no ser drafteado en 2023, firma por el Spirou Basket Club de la BNXT League. 
En octubre de 2025, firma un contrato con los Santa Cruz Warriors, pero el 5 de noviembre de 2024, Los Santa Cruz Warriors suspendieron su contrato.
22 de enero de 2025, firmó por el Rip City Remix de la NBA G League, pero no llegaría a debutar.
22 de febrero de 2025, firmó por los Maine Celtics de la NBA G League, con el que disputa un partido.
El 22 de julio de 2025, firma por el Club Baloncesto Zamora de la Primera FEB.